# Бурдули, Вано
Вано́ Бурду́ли (29 августа 1974, Тбилиси) — грузинский кинорежиссёр и сценарист.

## Биография
Вано Бурдули родился 29 августа 1974 года в Тбилиси. В 1996 году окончил Тбилисский государственный университет, (по первой специальности он экономист). В 1997 году окончил факультет кинодраматургии Грузинского государственного института театра и кино (мастерская Эрлома Ахвледиани). В 2005 году окончил Высшие курсы сценаристов и режиссёров в Москве, мастерскую В. И. Хотиненко, П. К. Финна.

## Общественная позиция
В марте 2014 г. подписал письмо «Мы с Вами!» КиноСоюза в поддержку Украины.

## Фильмография

### Режиссёрские работы
- 2006 — «Граффити»
- 2009 — «Зона конфликта»
- 2020 — «Территория»
- 2021 — «Шпион»

### Сценарии
- 2006 — «Граффити»

## Награды
- XXXI Международный кинофестиваль, конкурс «Перспективы» Фильм «Зона конфликта»[1][4].